# みんなの聖書 マンガシリーズ
『みんなの聖書 マンガシリーズ』（みんなのせいしょ マンガシリーズ）は、キリスト教聖書を漫画にして分かり易くしようとする取り組みで、6巻の日本語版が日本聖書協会から発行された。日本国外において、英語やスペイン語でも発行されて、特に若い世代へ聖書への理解を世界規模で広げようとする計画となっている。

## 概要
『みんなの聖書 マンガシリーズ』はロアルド・リダル（Roald Lidal）が2006年に日本の漫画家たちを集めて、若年層へ聖書を漫画で伝えてゆく目的で創設したNextから始まっている。始めは日本で発行して、次に世界へ広げていこうという計画であった。
このマンガシリーズは次のように、新約聖書について3冊、旧約聖書について3冊の書籍が、フルカラーで発行された。
- マンガシリーズ1：『新約聖書I：救世主（メシア）〜人類を救いし者〜』（画：ケリー篠沢、2008年）
イエスはどうして生まれたか、なぜ十字架にかけられたか。復活の真の意味とは。四福音書からキリスト教の始まりをひも解く。
- マンガシリーズ2：『新約聖書II：使徒（アポストロス）〜遣わされた者たち〜』（画：ケリー篠沢、2008年）
イエスを知らないと否定したペテロ、以前はキリスト者を迫害したパウロ。多大な迫害を超えて、イエスの弟子たち（使徒）は彼の教えを世界へ伝えてゆく。
- マンガシリーズ3：『旧約聖書I：創世（ジェネシス）〜光を受けし者たち〜』（画：あずみ椋、2008年）
神は始めに天と地を創造した。人を神に似せて作り、アダムとエバが罪を犯し、ノアの箱舟、バベルの塔作りと、イスラエルを舞台の壮大な物語の始まり。
- マンガシリーズ4：『旧約聖書II：王国（キングダム）〜国を建てし者たち〜』（画：あずみ椋、2009年）
モーセに率いられたイスラエルの民は、約束の地カナンで王国を築く。師士たちが活躍して、さらにダビデ王、ソロモン王の黄金時代へ入る。
- マンガシリーズ5：『旧約聖書III：預言者（プロフェッツ）〜希望を告げし者たち〜』（画：あずみ椋、2010年）
エリヤ、エリシャに始まり、旧約聖書後半に名を連ねたイザヤ、エレミヤ、エゼキエル、ダニエル、アモス、ホセアなどの預言者たちは何を伝えたかったか。

- マンガシリーズ6：『新約聖書III：黙示録（レヴェレイション）～心開かれし者の記～』（画：あずみ椋、2020年）
ローマ帝国による迫害のさなか、使徒ヨハネにイエスより明かされた真実ーー死者の復活、最後の審判、万物の刷新と完成に至るまでの苦難の道のり。神の慰めとキリスト再臨の約束。

## 日本以外での発行
まず、マンガシリーズ 1：『新約聖書I：救世主』は2006年に日本より早く、イギリスとフィリピンで先に発行された。その後、米国版はティンデイル・ハウス社（Tyndale House）が全米の版権を買って、出版した。
スペイン語版はアマゾンKindle電子ブックで発行されている。